# Golden Avio F30 ULM
Il Golden Avio F30 ULM è un ultraleggero biposto affiancato, ad ala bassa a sbalzo, con carrello triciclo fisso o retrattile di costruzione interamente metallica in lega leggera 2024 T3 e 7075 T6, con chiodature per la maggior parte testa tonda ed a testa annegata principalmente per il bordo d'attacco del dorso dell'ala. La cabina è chiusa con tettuccio scorrevole all'indietro che permette agevole accesso ai posti di pilotaggio e offre ottima visibilità in tutti i settori. L'architettura generale è quindi quella degli aeroplani Aermacchi SF-260 e F22 dello stesso progettista.
Progettato dall'ingegnere Stelio Frati e costruito interamente dall'azienda piemontese Golden Car di Caramagna Piemonte (CN) sotto marchio Golden Avio, è un aereo destinato all'uso sportivo e da turismo.
Dopo i relativi test strutturali e di volo l'F30 ha ottenuto nell'anno 2011 la certificazione LTF-UL 2003 dall'Aeroclub Tedesco.
Nel mese di luglio 2012 anche la DGAC-France (Direzione Generale Aviazione Civile - Francia) ha approvato l'F30 con il rilascio della "Fiche D'Identification" come ULM Classe 3.
A giugno 2013 sono stati eseguiti i test strutturali e di volo richiesti per l'estensione della certificazione LTF-UL 2003 tedesca alla versione equipaggiata con carrello retrattile.

## Descrizione tecnica

### Fusoliera
Interamente metallica a semi-guscio con ordinate stampate e correntini trafilati in lega di alluminio 2024 T3. Fasciame in 7075 Alclad di spessore 5 e 6/10 T6. L'abitacolo, a posti affiancati, è di larghezza 1,20 m, per accogliere piloti di taglia superiore a 90 kg e 1,90 m di altezza. Il tettuccio è previsto sganciabile in volo in emergenza (per quanto non previsto dal regolamento perché non acrobatico). I comandi sono a doppio comando a barre e pedaliera con trasmissioni a varie carrucole, ispezionabili tramite portelli. Il serbatoio carburante è posto dietro il bagagliaio.
L'F30 è provvisto di paracadute balistico alloggiato in fusoliera con comando manuale all'interno del cockpit.

### Ala
Interamente metallica, in un sol pezzo, con centine stampate, monolongherone fino al carrello e bi-longherone sino all'estremità. Il fasciame è in “Ergal” 7075T6 con correntini longitudinali rivettati per stabilizzare il fasciame stesso. La chiodatura è eseguita utilizzando rivetti di tipo Cherry MAX sul longherone principale, o a strappo semplici nelle zone meno sollecitate.

### Impennaggio di coda
Interamente metallici. A struttura bi-longherone in un sol pezzo lo stabilizzatore e monolongherone l'equilibratore vincolato su 3 cerniere.

### Carrello
Il carrello dell'F30 è del tipo triciclo anteriore, retrattile a comando elettromeccanico con emergenze per la discesa manuale. Il carrello principale è del tipo a braccio porta ruota oscillante ed ammortizzatore oleo-pneumatico tale da assorbire ottimamente le asperità del terreno anche su piste non asfaltate. Porta una ruota 5.00 x 5 con freno a disco idraulico. Il carrello si ritrae verso l'asse velivolo, nell'ala. Il carrello anteriore è del tipo telescopico, oleo-pneumatico, con ruota 100x300x100 e si retrae all'indietro in fusoliera. È vincolato allo stesso traliccio in tubi di acciaio 4130 che sostiene il motore.
È anche disponibile la versione a carrello fisso (detta F30 FG).

### Flap
I flap sono comandati tramite un tubo di torsione in lega di titanio da un attuatore elettrico posto al centro della fusoliera sotto i sedili dei piloti. Il comando è posto al centro del cruscotto accessibile a entrambi i piloti.